# انيانغ
انيانغ هي مدينة في خنان شمال الصين. تعد المدينة أحد أكبر مدن الصين، حيث يسكنها حوالي 5 ملايين نسمة، وتبلغ المساحة الإدارية الاجمالية 7413 كيلومترا مربعا (2862 ميل مربع)، مع ارتفاع في هذا المجال يميل إلى الزيادة من الشرق إلى الغرب. المدينة تقع في الواقع على الحدود بين السهوب وسهل شمال الصين.

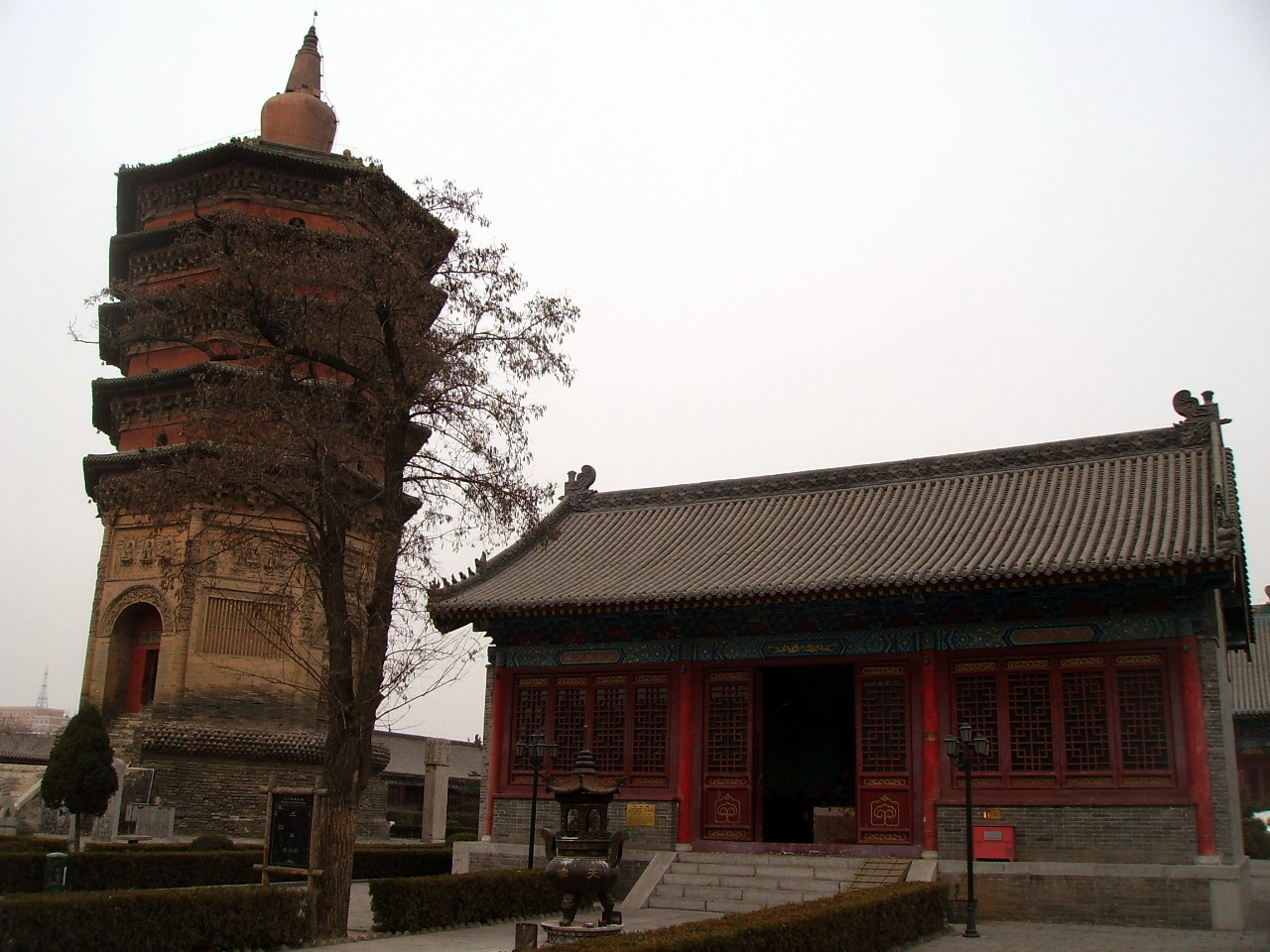
معبد تيانيينج أحد أشهر المعالم القديمة للمدينة

تقع المدينة في أقصى الشمال في خنان، على حدود انيانغ تقع بويانغ إلى الشرق، وخبى وشينشيانغ إلى الجنوب، ومقاطعات خبى وشانشى إلى الغرب والشمال على التوالي.

## التاريخ
كانت انيانغ عاصمة أسرة شانغ (في ذلك الوقت، ثم دعت باسم يين (殷)حتى وقت قريب في الألف الثاني ق.م. وعندما فتح وانغ وو واستولا على المدينة، ومخازن الغلال في المدينة وكانت قد وزعت المواد الغذائية على الناس العاديين. مؤخرا، تم اكتشافه نقوش على قذيفة حية السلحفاة والعظام (jiaguwen)، وتسمى الآن يينكجو المحفوظات بالقرب من المدينة. وتمثل مرحلة مبكرة من الكتابة الصينية.

## المناخ
يظهر الجدول التالي التغييرات المناخية على مدار السنة لانيانغ:
| البيانات المناخية لـانيانغ                  | البيانات المناخية لـانيانغ | البيانات المناخية لـانيانغ | البيانات المناخية لـانيانغ | البيانات المناخية لـانيانغ | البيانات المناخية لـانيانغ | البيانات المناخية لـانيانغ | البيانات المناخية لـانيانغ | البيانات المناخية لـانيانغ | البيانات المناخية لـانيانغ | البيانات المناخية لـانيانغ | البيانات المناخية لـانيانغ | البيانات المناخية لـانيانغ | البيانات المناخية لـانيانغ |
| الشهر                                       | يناير                      | فبراير                     | مارس                       | أبريل                      | مايو                       | يونيو                      | يوليو                      | أغسطس                      | سبتمبر                     | أكتوبر                     | نوفمبر                     | ديسمبر                     | المعدل السنوي              |
| ------------------------------------------- | -------------------------- | -------------------------- | -------------------------- | -------------------------- | -------------------------- | -------------------------- | -------------------------- | -------------------------- | -------------------------- | -------------------------- | -------------------------- | -------------------------- | -------------------------- |
| الدرجة القصوى °م (°ف)                       | 20.7 (69.3)                | 27.2 (81.0)                | 31.3 (88.3)                | 37.0 (98.6)                | 39.5 (103.1)               | 43.2 (109.8)               | 41.8 (107.2)               | 39.5 (103.1)               | 39.3 (102.7)               | 34.6 (94.3)                | 27.7 (81.9)                | 26.3 (79.3)                | 43.2 (109.8)               |
| متوسط درجة الحرارة الكبرى °م (°ف)           | 4.4 (39.9)                 | 7.9 (46.2)                 | 13.8 (56.8)                | 21.7 (71.1)                | 27.1 (80.8)                | 31.8 (89.2)                | 31.7 (89.1)                | 30.4 (86.7)                | 26.8 (80.2)                | 21.2 (70.2)                | 13.0 (55.4)                | 6.6 (43.9)                 | 19.7 (67.5)                |
| المتوسط اليومي °م (°ف)                      | −0.9 (30.4)                | 2.2 (36.0)                 | 8.0 (46.4)                 | 15.7 (60.3)                | 21.2 (70.2)                | 25.9 (78.6)                | 27.0 (80.6)                | 25.7 (78.3)                | 21.2 (70.2)                | 15.0 (59.0)                | 7.2 (45.0)                 | 1.1 (34.0)                 | 14.1 (57.4)                |
| متوسط درجة الحرارة الصغرى °م (°ف)           | −5.1 (22.8)                | −2.4 (27.7)                | 3.0 (37.4)                 | 10.0 (50.0)                | 15.1 (59.2)                | 20.1 (68.2)                | 22.7 (72.9)                | 21.6 (70.9)                | 16.3 (61.3)                | 9.9 (49.8)                 | 2.5 (36.5)                 | −3 (27)                    | 9.2 (48.6)                 |
| أدنى درجة حرارة °م (°ف)                     | −21.7 (−7.1)               | −16.7 (1.9)                | −10.1 (13.8)               | −2.7 (27.1)                | 5.5 (41.9)                 | 10.2 (50.4)                | 15.8 (60.4)                | 11.6 (52.9)                | 5.5 (41.9)                 | −1.4 (29.5)                | −11.4 (11.5)               | −18.1 (−0.6)               | −21.7 (−7.1)               |
| الهطول مم (إنش)                             | 4.8 (0.19)                 | 7.7 (0.30)                 | 17.8 (0.70)                | 23.1 (0.91)                | 39.7 (1.56)                | 60.7 (2.39)                | 178.7 (7.04)               | 123.3 (4.85)               | 44.8 (1.76)                | 34.2 (1.35)                | 16.3 (0.64)                | 5.8 (0.23)                 | 556.9 (21.92)              |
| متوسط أيام هطول الأمطار (≥ 0.1 mm)          | 2.2                        | 2.9                        | 4.4                        | 4.6                        | 6.6                        | 7.5                        | 12.2                       | 10.1                       | 7.1                        | 5.4                        | 3.8                        | 2.4                        | 69.2                       |
| متوسط الرطوبة النسبية (%)                   | 60                         | 57                         | 57                         | 57                         | 60                         | 60                         | 77                         | 80                         | 73                         | 69                         | 67                         | 64                         | 65                         |
| ساعات سطوع الشمس الشهرية                    | 142.0                      | 148.9                      | 180.2                      | 219.4                      | 251.6                      | 232.5                      | 190.2                      | 200.1                      | 187.1                      | 180.2                      | 152.8                      | 140.3                      | 2٬225٫3                    |
| نسبة وصول أشعة الشمس                        | 46                         | 49                         | 49                         | 56                         | 58                         | 54                         | 43                         | 48                         | 50                         | 52                         | 50                         | 47                         | 50                         |
| المصدر: China Meteorological Administration |                            |                            |                            |                            |                            |                            |                            |                            |                            |                            |                            |                            |                            |

## توأمة
لانيانغ اتفاقيات توأمة مع:
- ليثبريدج

## أعلام
- غوو جيامي
- جو سي جونغ
- وو شاو بن